# Evolução dos dentes

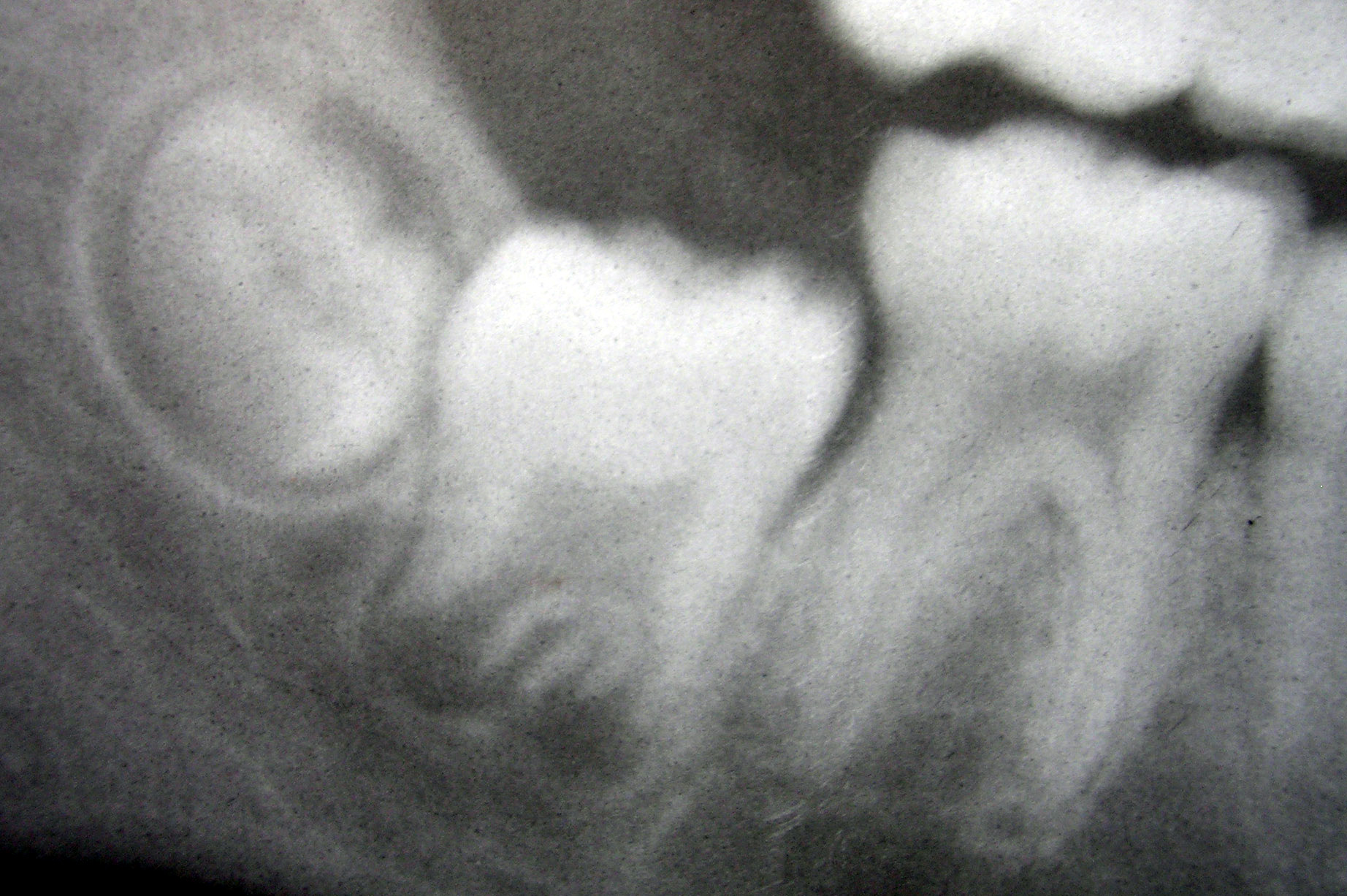

A origem e evolução dos dentes dos vertebrados ainda é controversa, mas descobertas paleontológicas e embriológicas recentes em diversos grupos de animais têm produzido novas interpretações neste campo.
Os primeiros vertebrados com dentes apareceram há, aproximadamente, 450 milhões de anos, no Siluriano.
Atualmente existem três teorias que tentam explicar a origem evolutiva dessas estruturas: a “teoria clássica”, também conhecida como teoria “de fora para dentro”; a teoria alternativa a esta, chamada de “teoria de dentro para fora”, e uma terceira que pode ser chamada de “teoria de fora para dentro modificada”.
A teoria clássica preconiza que os dentes originaram-se a partir da migração de células da crista neural, que formam os odontóides ou as escamas placóides, para a cavidade oral junto com a formação da mandíbula. Esta teoria baseia-se na semelhança da constituição dos odontóides e dos dentes da cavidade oral (ambos são formados por um envoltório de esmalte, externamente, e dentina,que apresenta cavidade pulpar internamente), em evidências embriológicas (dentes e odontóides seguem caminhos parecidos durante sua formação embrionária) e paleontológicas.
No entanto, em 1998, foi proposta uma teoria alternativa, na qual os dentes  poderiam originar-se de dentículos faríngeos derivados do endoderma. Esta teoria também é fruto de evidências paleontológicas e embrionárias, mas segue como uma reinterpretação destes dados. Seus proponentes discutem que os dentículos faríngeos podem ser observados desde os Agnatha do Siluriano, evidenciando que os dentes apareceram antes da mandíbula, pois estes dentículos formariam a lâmina dentária, estrutura fundamental para o desenvolvimento dos dentes. Além disso, foi observado, principalmente em ratos, que os genes envolvidos na embriogênese dos dentes não são os mesmos que atuam na formação da mandíbula.
A terceira teoria, também sustentada em dados paleontológicos e embriológicos, propõe que os dentes originaram-se dos odontóides, formados a partir de células do ectoderma, na cavidade orofaríngea. Estas células migraram para a cavidade não somente pela boca, mas também via fendas faríngeas. Os proponentes desta teoria discutem que, ao contrário da teoria “de dentro para fora”, os dentes não dependem da lâmina dentária para se desenvolverem, como observado em muitos peixes osteictes. Além disso, comentam que os dentes têm uma origem também no ectoderma, justificando que somente o endoderma e a crista neural não são capazes de formá-los. Finalmente, apontam que os dentes desaparecem da região faríngea na mesma época em que as fendas faríngeas também o fazem. Logo, somente as espécies que possuem as fendas têm os dentes faríngeos.